# TL-Ultralight Stream
Le TL-Ultralight Stream est un avion ultra-léger tchèque, conçu et produit par TL-Ultralight, implanté à Hradec Králové. Il a été présenté au salon AERO Friedrichshafen en 2013 et a effectué son premier vol le 8 septembre 2015.

## Design et développement
Le Stream est l’appareil le plus rapide de l'entreprise à ce jour. Il a été conçu pour respecter les règles ULM de la Fédération Aéronautique Internationale. C'est un monoplan à ailes basses, en configuration tandem. La structure est fabriquée à partir de matériaux composites. L'intérieur est en kevlar et fibre de carbone.
L'avion est équipé d'un train d'atterrissage tricycle escamotable, de volets et compensateurs électriques. Il se pilote avec un mini manche latéral. Les commandes sont doubles et la position des palonniers est réglable. Le coffre à bagage est situé derrière le passager et a une capacité de 15 kg.
L'appareil est doté un Garmin GX3 Touch.

## Motorisation
Le moteur est un Rotax 912ULS qui entraîne une hélice tripale PowerMax à pas variable.